# Macedonia (Illinois)
Macedonia è un villaggio degli Stati Uniti d'America, situato nello Stato dell'Illinois, diviso tra la contea di Hamilton e la contea di Franklin.